# Етернет
Етернет (енгл. Ethernet) је протокол и најкоришћенија вишемедијумска технологија локалних рачунарских мрежа, описана великим бројем IEEE 802.3 стандарда, који дефинишу технологије физичког и слоја везе референтног ОСИ модела. Првобитно је изведена у топологији магистрале на заједничком коаксијалном каблу са протоколом који динамички одређује како рачунари приступају мрежи (CSMA/CD). Етернет данас шири свој опсег применљивости на  и  мреже, има топологију звезде или стабла, док као медијум користи бакарне и оптичке каблове. Поред основне функције дељења заједничких ресурса у локалној мрежи, има и функције приступа (интернету), окоснице међу мрежама и дистрибуције података на веће удаљености. Етернет дефинише како се станице везују на рачунарску мрежу, технологију која се користи за пренос сигнала, потом начин како станице приступају датој мрежи, брзину преноса, начин сигнализације и кодирања информација, као и величину и формат пакета информације који се користи при комуникацији.

### Историјат
За претечу етернета можемо сматрати технологију коју су развили истраживачи Норман Абрамсон и његове колеге са Хавајског универзитета. Наиме, код њих је постојао проблем како повезати кориснике на удаљеним острвима са централним рачунаром (развлачење каблова испод Пацифика није разматрано). Решење су пронашли у комуникацији радијом кратког домета. Сваки кориснички терминал је опремљен примопредајником са по две фреквенције: једном за емитовање ка централном рачунару и другом за пријем података са централног рачунара.
У исто време, Роберт Меткалф се на Масачусетском институту за технологију упознао са Абрамсоновим радом, с ким је након дипломирања и докторских студија на Харварду провео неко време у истраживањима. До прве верзије етернета долази у Зироксовом (енгл. Xerox) истраживачком центру, у Зирокс Парку (енгл. Palo Alto Research Center - PARC), где су тамошњи истраживачи већ пројектовали и изградили прве персоналне рачунаре са корисничким графичким окружењем и мишем као показивачем (рачунар Xerox Alto), као и први ласерски штампач намењен раду са персоналним рачунарима. Овим изумима се придружује и етернет, као технологија локалних рачунарских мрежа која је уједињавала (повезивала) персоналне рачунаре и штампаче.
Меткалф је заједно с колегом Дејвидом Богсом, користећи знање стечено у раду са Абрамсоном, развио нови систем на коаксијалном каблу као медијуму на који је било прикључено више станица (енгл. multiple access). Нови систем садржао је нова два механизма: ослушкивање пре слања, тј. пре емитовања поруке станице су ослушкивале саобраћај на каблу (енгл. carrier sense), па у случају да неко већ емитује повлачиле би се док се емитовање не оконча и механизам који је детектовао сукобљавања у случају да је до њих дошло (енгл. Collision detect). Овај систем је назван CSMA/CD (енгл. Carrier sense multiple access/Collision Detection) Вишеструки приступ са ослушкивањем носиоца уз откривање сукобљавања. Исто тако Меткалф је развио нови алгоритам насумичног бирања времена чекања, што је у комбинацији са CSMA/CD протоколом омогућило етернету да функционише са 95% искоришћености канала.
Примењујући овај систем, крајем 1972. године Меткалф, и његове колеге из Зирокс Парка реализују прву локалну рачунарску мрежу (експериментални етернет систем) која је повезивала Xerox Alto рачунаре међусобно, као и рачунаре са серверима и ласерским штампачима. Коаксијални кабл је имао дужину до 2,5km (користећи 4 репетитора) на који се могло повезати до 256 рачунара, при чему је радио са брзином преноса 2,94 Mb/s.

## Стандардизација етернета
Први стандард етернета је објављен 1980. године од стране DIX конзорцијума произвођача (енгл. Digital Equipment Corporation - DEC, Intel, Xerox) за брзине преноса 10 Mb/s. Користећи иницијале ових компанија назван је DIX етернет стандард. Овај стандард дефинисао је етернет као технологију локалних рачунарских мрежа са спецификацијама за рад на систему заснованом на дебелом коаксијалном каблу. Као и код свих стандарда, DIX стандард је убрзо допуњен техничким изменама, поправкама и малим побољшањима, DIX V2.0 стандард. DIX конзорцијум је развио ове стандарде тако да их је сваки произвођач могао користити, технологија која је била доступна свима. Највећу цену платио је Зирокс који је морао да се одрекне права на патентирану технологију. 1982. године Зирокс је дао и право на коришћење имена етернет.
У време кад је објављен DIX стандард, професионална организација, Институт инжењера електротехнике и електронике (енгл. Institute of Electrical and Electronics Engineers - IEEE) бавио се прављењем отвореног стандарда локалних мрежа. Комитет за лан и ман мреже, чији стандарди почињу са редним бројем 802, оформљује радну групу 802.3 која је преузела систем описан у оригиналном DIX стандарду и користи га као основу за нови IEEE стандард. Овај стандард је објављен 1985. године са називом IEEE 802.3 „вишеструки приступ са ослушкивањем носиоца уз откривање сукобљавања“, CSMA/CD метод приступа и спецификације физичког нивоа. Видимо да се у називу не помиње “етернет”. IEEE је ову технологију називао CSMA/CD или још краће само 802.3. Како год, данас већина људи користи назив етернет кад се помиње мрежни систем описан 802.3 стандардом.
Даље IEEE је овај стандард представио америчком националном институту за стандарде ANSI (енгл. American National Standards Institute) који га је проследио на виши ниво, где је прихваћен од стране Међународне организације за стандардизацију ИСО (енгл. International Organization for Standardization), чиме је IEEE 802.3 етернет стандард постао и међународни стандард што је омогућило произвођачима мрежне опреме широм света да праве компоненте засноване на овој технологији.

## Веза етернета са ОСИ моделом
Стандарди IEEE организације су уређени према ОСИ референтном моделу или референтном моделу за отворено повезивање система (енгл. Open Systems Interconnection Basic Reference Model). Етернет као IEEE стандард представља протокол који ради на прва два слоја ОСИ модела, и то на физичком слоју и  подслоју слоја везе.

### Етернет слој везе
Функције другог слоја укључују MAC и етернет преусмеравање фрејмова које се такође назива премошћавање. За разлику од традиционалних мрежа са комутирањем кола, етернет је технологија са комутирањем пакета. Сваки етернет фрејм је означен адресом извора (SA) и адресом дестинације (DA) које користе етернет мостови како би проследили фрејм на одговарајућу дестинацију. IEEE 802.3 стандард покрива само MAC део слоја везе, док је етернет премошћавање покривено IEEE 802.1 стандардом. Најважнија идеја за етернет премошћавање је дефинисана IEEE 802.3 D стандардом (енгл. Spanning Tree Protocol - STP).

### и перформансе етернета
- Максимална величина оквира је 1536

Ова величина је произвољно одређена граница, условљена примопредајником. У тренутку постављања DIX-овог стандарда (1978) меморија је била прилично скупа, а захтевало се да примопредајници морају имати довољно радне меморије да прихвате читав оквир.
- Минимална величина оквира износи 64

На ову величину утиче механизам откривања сукобљавања на каналу (енгл. Collision detect), изведена је на моделу оригиналног етернета. Ако посматрамо оригинални етернет систем базиран на дебелом коаксијалном каблу 10Base5 са спецификацијама наведеним у табели, можемо да извршимо одређену анализу.
|                                                                                 | '                        |
| Брзина емитовања                                                                | = 10                     |
| Пренос се врши у основном опсегу учестаности                                    |                          |
| Максимална дужина кабла                                                         |                          |
| Битско време (време емитовања бита)                                             | = 1 = 100                |
| Време емитовања оквира                                                          | = ( – величина оквира)   |
| Време пропагације сигнала                                                       | = ( – брзина простирања) |
| Време процесуирања репетитора                                                   |                          |
| Укупно кашњење (енгл. )                                                         | ( – број репетитора)     |
| Време обиласка мреже (енгл. )                                                   | 2τ                       |
| У случају да се користе репетитори могуће је постићи дужину =2500m, 4 репетитора |                          |

Ако усвојимо да је брзина пропагације сигнала кроз кабл:
{\displaystyle v=1,25\cdot 10^{8}m/s}
тада је време пропагације сигнала између двеју крајњих тачака
{\displaystyle t_{p}=l_{max}/v=2500m/1,25\cdot 10^{8}m/s=20\mu s}
или изражено као умножак битског времена {\displaystyle t_{p}=200t_{b}} док је кашњење које уноси репетитор класе 1 за процесуирање {\displaystyle t_{r}=1,4\mu s=14t_{b}} (репетитор класе 2, {\displaystyle t_{r}=0,92\mu s}). Укупно време пропагације сигнала са једног на други крај мреже би било:
{\displaystyle \tau =t_{p}+4\cdot t_{r}=256t_{b}}
(време добијено у најнеповољнијем случају). Потребно је да станица открије да ли је дошло до сукобљавања пре него што заврши емитовање оквира. Односно, у најгорем случају, време емитовања оквира треба да буде двоструко веће од максималног укупног времена пропагације сигнала. Објашњење:најнеповољнији случај настаје када станица на најудаљенијој тачки од станице која емитује почне да емитује пакет тачно у тренутку пре него што оквир стигне до ње (тренутак τ – ε). Станица ће у овом случају сазнати о сукобљавању тек након времена 2τ. Како станица мора да емитује оквир током времена обиласка мреже 2τ, минимална величина оквира је 512 b, односно 64 B.
Са порастом брзине мреже минимална величина оквира мора да расте или да се смањи дужина кабла. Код брзог етернета =100 Mb/s, па је битско време је 10 пута краће. Код гигабитног етернета оно износи само  = 1ns, минимална дужина оквира била би 6400 B, а могао би се и направити компромис да минимална дужина оквира буде 640 B, али да максимално растојање између станица буде 250 m. Да би обезбедило компатибилност, етернет удружење није хтело да мења минималну величину оквира, па су за гигабитни етернет развили две технике: проширење носиоца (енгл. carrier extension) и бујица оквира (енгл. frame bursting), да би одржали довољно растојање и очували ефикасност.
- Искоришћеност система

У претходном делу увели смо неке основне параметре за прорачун. Ако посматрамо етернет као повремени CSMA систем, интервал који се бира као јединица је управо 2τ. Ако станица утврди да на каналу постоји саобраћај, она неће даље ослушкивати канал, већ ће то учинити тек након 2kτ. Перформансе ћемо испитати у условима густог и константног саобраћаја, тј. када је  станица увек спремно да емитује. Станице приступају каналу у току временског интервала предвиђеног за конкурентско приступање (у току конкурентског блока).
{\displaystyle N\,\!}– укупан број станица
{\displaystyle N_{a}\,\!}– број активних станица (претпоставља се да је константан у сваком интервалу приступања)
Како имамо да је Na станица спремно да емитује, свака станица има подједнаку вероватноћу да ће успети да приступи каналу p = 1/, док је вероватноћа да ће било која од станица заузети канал једнака:
{\displaystyle P=p(1-p)^{N_{a}-1}}
Једна станица приступа каналу, осталих  – 1 активних станица не приступа. Као што смо горе навели, станице приступају каналу када на њему нема саобраћаја, односно у конкурентском блоку који може да садржи  интервала 2τ. Вероватноћа да конкурентски блок управо садржи  интервала је:
{\displaystyle A=P(1-P)^{i-1}\,\!}
Као и у претходном случају, једнака је вероватноћи да у првих i – 1 интервала станице нису успеле да приступе каналу, већ тек у i – том покушају. Средњу вредност броја интервала у конкурентском блоку ћемо извести као математичко очекивање вредности i. 
{\displaystyle E[i]=\sum _{m=1}^{\infty }iA=\sum _{m=1}^{\infty }iP(1-P)^{i-1}={\frac {1}{P}}}
Када пустимо да број активних корисника тежи бесконачности, вероватноћа је P = 1/ e. Тада је очекивано да се конкурентски блок састоји у просеку од 1/P, односно од e интервала. Пошто се ради о граничном случају можемо закључити да просечан број интервала конкуренције није никада већи од e што указује на искоришћеност система. Сходно томе ефикасност канала је дата следећим изразом:
{\displaystyle u={\frac {t_{f}}{t_{f}+2\tau E[i]}}}
где је време емитовања оквира  =  (n – величина оквира,  – битско време). Ако даље узмемо да је  = n / B, и да време обиласка мреже 2τ зависи од дужине кабла, односно да је 2τ = 2 l / v имамо ефикасност изражену од дужине кабла, пропусне моћи и величине оквира.
{\displaystyle u={\frac {1}{1+2eBl/nv}}}
Код ове формуле видимо главну ману овог система, а то је да је ефикасност мања што је производ B x l већи, с`обзиром да се у модерним мрежама данас доста улаже управо у циљу повећања овог производа.

### Етернет адресирање
У почетку, етернет је био изведен у топологији магистрале. Сваки мрежни уређај је био повезан на исти, заједнички медијум и сваки сигнал је слат свим уређајима одједном. Са ниским прометом или у малим мрежама, то је био прихватљиво решење. Главни проблем је било како уређај да препозна да је примљени сигнал намењен за њега а не за неки други уређај на истој мрежи. У ту сврху је створен јединствени идентификатор назван „физичка“ или MAC адреса. Без обзира на тип етернета који се користи, овај договор о представљању адресе уређаја је прихваћен на нижим слојевима ОСИ модела. Физичка адреса је представљена 48-битном вредношћу у хексадекадној нотацији и додаје се подацима другог слоја ОСИ модела.

### Заглавље етернет оквира
Да бисмо дискутовали о операцијама премошћавања морамо разумети формат етернет фрејмова. Слика показује формат етернет фрејма. Овај основни формат је остао непромењен у поприличном периоду времена, упркос брзом развоју етернета и другачијој технологији израде физичких слојева. Етернет је више-медијумска технологија зато што оперише на различитим медијумима при различитим брзинама. Етернет уређаји се дизајнирају са врло јасно дефинисаним интерфејсом између MAC слоја и физичког слоја. Овај слојевити приступ дозвољава физичком слоју да се развија независно од MAC подслоја. Етернет фрејмови представљају формат података за MAC слој. То је уобичајена спецификација за формате MAC фрејмова који дозвољавају етернет направе различитих брзина. Заправо, комутатори су обично конструисани од портова различитих брзина и типова медијума. Етернет фрејмови могу бити са делом за податке различите дужине (између 46 и 1.500 октета).
Непроменљиви формат дозвољава свакој генерацији етернета да буде компатибилна са претходним генерацијама, тако да корисник не мора унапређивати софтвер горњег слоја и апликације када је брзина мреже повећана. Ово је одиграло велику улогу при обезбеђивању успеха етернета. Етернет фрејм почиње са уводним пољем код кога се наизменично мењају „0‟ и „1‟ које је раније коришћено за синхронизовање рада станица. Када су етернет конекције постале од тачке до тачке, синхронизација предајника и пријемника се одржавала преносом посебних сигнала када нема података за слање. То уклања потребу за уводним пољем, које се упркос томе задржава због компатибилности са претходним верзијама.
| (7 октета) | (1 ) | (6 октета)       | (6 октета)       | (2 ) | (46—1500 октета) | (4 ) |
| Преамбула  | SDF  | Одредишна адреса | Изворишна адреса | Тип  | Пакет            | FCS  |

- Преамбула (7 бајтова) - Представља 7 бајтова са низом нула и јединица 10101010. Овим кодом се врши синхронизација комуникације и упозорава се пријемна станица да пристиже фрејм.
- Разграничавач (1 бајт, енгл. Start of frame delimiter, SDF) - Представља кŏд 10101011 након кога следи одредишна адреса.
- Одредишна адреса (6 бајтова, енгл. Destination address, DA) - Одређује која станица треба да прими фрејм.
- Адреса извора (6 бајтова, енгл. Source address, SA) - Адреса уређаја који шаље фрејм.
- Дужина/тип (2 бајта) - двооктетно поље дужина/тип за репрезентацију дужине корисног поља. Пошто је дозвољена максимална величина корисног дела фрејма (поља за податке) само 1.500 бајтова, вредност дужина/тип изнад 1.536 представља тип етернет фрејмова. Често се користи као представник протокола горњих слојева или као тип управљачких информацијама садржаних у делу за податке:

| Тип    | Протокол                    |
| 0x0800 | Интернет протокол верзије 4 |
| 0x0806 | ()                          |
| 0x8035 | ()                          |
| 0x809B |                             |
| 0x80F3 | ()                          |
| 0x8100 |                             |
| 0x8137 |                             |
| 0x8138 | Новел                       |
| 0x86DD | Интернет протокол верзије 6 |

- Пакет (46-1.500 бајтова) - Поље у којем су садржани подаци, ако је дужине мање од 46 бајтова попуњава се празнинама.
- Секвенца за проверу фрејма (4 бајта, енгл. Frame Check Sequence, FCS) - Уписује се резултат алгоритма CRC примењеног на фрејму, у циљу препознавања оштећења пакета при физичком преносу.

Етернет фрејмови садрже минимум управљачких информација. Тако једноставна структура фрејма помогла је да мрежна опрема буде једноставна и јефтина. Ипак, како инфраструктурне мреже настављају да расту и служба одржавања етернета постаје све важнија, оригинални формат фрејма са минималним додатним дизајном није више довољан. Експанзија етернет фрејмова је пажљиво уведена током протеклих година како би допустила раст етернета уз минимизацију утицаја на етернет направе.

### Етернет физички слој
Модерни етернет системи су изведени са двосмерним линковима. Овакви системи немају ограничења дужине каблова и брзине преноса података као код оригиналних система који користе CSMA/CD протокол. Већина измена код етернет система се управо одиграла на физичком слоју, од примене коаксијалних каблова као медијума до примене оптичких каблова. Од дељеног етернета изведеног у топологији магистрале до етернета који ради у потпуном дуплексу на топологији звезде са комутатором као централним делом и линковима од тачке до тачке ка рачунарима. Дужине сегмената у модерним системима су ограничене само физичким карактеристикама. Етернет је развио различите технологије физичког слоја задржавајући стандардни интерфејс између MAC и физичког слоја. MAC слој за комутирани етернет од тачке до тачке је остао исти као у претходним системима. У протеклих десет година, етернет је доживео експанзију, уводећи потпуно нове технологије на физичком слоју. У наредном делу ћемо описати технологије физичког слоја, почевши од првобитних етернет стандарда дефинисаних за брзине рада 10Mb/s, системи 10Base2 и 10Base5, а касније код оптичког етернета и систем 10BaseF.
Етернет на 10 Mb/s постоји у 4 основна облика:

#### Широки етернет
Широки етернет или  систем, користи дебели коаксијални кабл (пречника 9,5 mm, импедансе 50 Ω). Ови каблови су посебно пројектовани за етернет али могу да се користе и стандардни дебели коаксијални каблови.
Оваква мрежа у односу на танки етернет има следеће особине:
- Поузданија је од танког етернета.
- Може да премости већа растојања.
- Сложенија архитектура мреже.

#### Танки етернет
Танки етернет или  систем, користи танки коаксијални кабл (0,48 mm, импедансе 50 Ω). Танки коаксијални кабл је био прилично популаран јер се лакше припремао и уграђивао од дебелог кабла за широки етернет а има исту брзину комуникације и јефтинији је. Широки и танки етернет се директно везују за сегмент. Данас се практично не користе и нису подржани новим 802.3 стандардима.

#### Етернет на упреденим парицама
Првобитни дебели и танки коаксијални каблови су замењени раним верзијама UTP каблова, који су у поређењу са коаксијалним кабловима јефтинији и лакши за рад. Увођењем хабова као уређаја, топологија је такође промењена из магистрале у звезду. Хабови су служили за груписање чворова како би се омогућило да се мрежа види као целина. Кад би се фрејм појавио на неком порту, био би ископиран и прослеђен свим уређајима. Увођењем хаба повећана је поузданост, тако да судар података на неком од линкова не доводи до застоја комуникације у целој мрежи већ само на том линку. Међутим, копирање и испорука поруке свим корисницима није решило проблем судара, што је решено тек увођењем комутатора (свича) као уређаја.
 је прва технологија етернета који користи каблове са упреденим парицама. Ране верзије су користиле каблове категорије 3 (Cat3), док данашње користе категорије 5 и веће. За пренос сигнала у основном опсегу, фрејмови се убацују на линк као низ бинарних импулса кодираних једноставним „Манчестер“ кодом. Мрежа је у топологији звезде, при чему су линкови дужине до 100 m. 10Base-T се данас ретко користи у локалним мрежама.

#### Етернет на оптичком влакну
је прва развијена технологија етернета на оптичким влакнима. Увођењем етернета који користи оптичке каблове већег домета, замагљена је граница између локалних и WAN мрежа. Етернет је технологија за локалне мреже која је била имплементирана на нивоу неке зграде, док је овај систем који је иначе слабо коришћен, указивао на његов даљи развој (постизање мрежа већих димензија).

## Компоненте етернета
Етернет се састоји од уређаја (рачунара, штампача, мрежне опреме итд.) и каблова који повезују те рачунаре. Мрежне уређаје можемо поделити у две основне класе:
- Терминална опрема за податке (енгл. Data Terminal Equipment, DTE) - уређаји који представљају извор или одредишта података (фрејмова). Обично су то рачунари, радне станице, сервери података, штампачи итд. Често коришћен назив за терминалну опрему је „терминал“.
- Опрема за комуницирање подацима (енгл. Data Communication Equipment, DCE) - уређаји унутар мреже који примају и прослеђују фрејмове кроз мрежу. Опрема за комуницирање подацима може да буде јединствен уређај као што је рипитер, комутатор (свич) и рутер, али може да буде и јединица спреге као што је мрежна картица NIC и модем. Један од коришћених назива за опрему за комуницирање подацима је „чвор мреже“.

### Мрежна картица
Мрежне картице (енгл. Network Interface Card, NIC) конвертују, пакују у фрејм и преносе податке из рачунара, а потом примају, распакују и деконвертују примљено са мреже. Мрежне картице имају специфичну архитектуру дизајнирану посебно за етернет са неким од следећих улаза за конекторе: BNC, AUI или RJ-xx, најкоришћенији RJ-45. Свака од етернетских картица садржи јединствену физичку адресу у свом ROM чипу. Део ове адресе садржи информације о произвођачу, а део је јединствен серијски број картице. Мрежна картица се састоји од три основна дела:
- Спреге физичке средине за пренос - одговорна за електрично слање и пријем података.
  - Састоји се од преносника који шаље или прима податке и конвертора кода.
- Контролера линка података - одговара  подслоју
- Рачунарска спрега

Мрежне картице можемо поделити у четири основна блока: спрега мреже, декодер, меморијски бафер и рачунарска спрега
Као медијум за пренос, етернет користи коаксијалне каблове, упредене парице (UTP и STP) или оптичка влакна.
- 10Mb/s етернет мрежна картица из 1990. године
- 100Mb/s етернет мрежна картица, брзи етернет
- 1 Gb/s етернет мрежна картица, гигабитни етернет

### Каблови и конектори
Каблови који се користе у етернету припадају трима групама те у зависности од тога који каблови су у питању користимо и одговарајуће конекторе. Код модерних етернета за повезивање се више не користе коаксијални каблови. Унутар локалних мрежа користе се UTP каблови, док се етернет са оптичким кабловима користи као кичма при повезивању мрежа на различитим локацијама око 2 km.
- Коаксијални каблови
  - танки, BNC конектори.
  - дебели, конектори су били убодне рачве на примопредајнику (користио се AUI кабл примопредајника).
- Неоклопљене упредене парице UTP и RJ-45 конектори, сви Base-T системи .
- Оптички каблови и конектори, Base-F системи .
  - мултимодна оптичка влакна 50/125 μm и 62,5/125 μm
  - мономдна оптичка влакна 9/125 μm
  - конектори SC систем 10Base-F, ST 100Base-FX систем.
  -  и  конектори[4]

- конектори
- конектори
- оптички конектори
- оптички конектори
- оптички конектори
- оптички конектори

## Типови етернета

### Брзи етернет
Брзи етернет (енгл. FastEthernet) или 100Base-T је настао као напредна верзија стандардног етернета 10Base-T. Као резултат унапређивања стандардног етернета развијена су три одвојена стандарда физичког слоја: 100Base-TX, 100Base-T4 1995. и 100Base-T2 1997. године. До побољшања је дошло тако што се користила другачија техника кодирања података. Сваки од наведених стандарда користио је нов метод кодирања.
- и

### Гигабитни етернет
Гигабитни етернет (Gigabit Ethernet, 1000BASE-T) има проток од 1000 Mb/s.
Развијени су стандарди:
- - Користи UTP кабл категорије 5, са сва четири пара парица уз кодирање .
- -  кабл са 2 парице, кодирање .
- - вишережимско оптичко влакно, ласерска светлост таласне дужине 800 нм и домета до 550 m и
- - једнорежимско оптичко влакно, таласне дужине 1300 нм и домета до 5 km.

### 10 гигабитни етернет
Тренутно, технологија која подржава најбржу везу је 10-гигабитни етернет први пут објављена 2002. године као стандард IEEE 802.3ae. Дефинише верзију етернета са номиналном пропусном моћи од 10 Gb/s, десет пута већим од гигабитног етернета. Протеклих година радна група за стандард 802.3 објавила је следеће стандарде:
- 802.3-2002
- 802.3-2004
- 802.3-2006
- 802.3-2006 и
- 802.3-2007

10-гигабитни етернет подржава само комуникацију у потпуном дуплексу (двосмерну комуникација са могућношћу истовременог примања и слања поруке), користећи при томе бакарне STP и UTP каблове категорија 6а и 7 и оптичка влакна. Новембра 2006. године, радна група IEEE сложила се да истражује 100-гигабитни етернет као следећу верзију технологије.

### Упоредне карактеристике типова етернета
Разлике између типова огледају се на физичком нивоу, често називаном у случају етернета и као етернет PHY. Етернет је описан стандардом IEEE 802.3 који тренутно описује четири типа функционисања путем оптичког влакна и упредених парица.
- Етернет брзине 10 Mb/s (10Base-T), користи „Манчестер“ кодирање
- Брзи етернет, брзине 100 Mb/s, користи кодирање
- Гигабитни етернет, брзине 1000 Mb/s, користи кодирања
- 10-гигабитни етернет, брзине 10 Gb/s, 64B66B шема кодирања са 3% додатног саобраћаја[5].

| Тип етернета            | Брзина | Тип кабла            | Дуплекс | Макс. растојање |
| Десетомегабитни етернет |        |                      |         |                 |
|                         | 10     | Коаксијални дебели   | полу    | 500             |
|                         | 10     | Коаксијални танки    | полу    | 185             |
|                         | 10     | категорије 3/5       | полу    | 100             |
|                         | 10     | Оптичко влакно       | полу    | 100             |
|                         | 10     | Оптичко влакно       | полу    | 100             |
| Стомегабитни етернет    |        |                      |         |                 |
|                         | 100    | категорије 5         | полу    | 100             |
|                         | 100    | категорије 5         | полу    | 100             |
|                         | 100    | категорије 5         | полу    | 100             |
|                         | 100    | категорије 5         | полу    | 100             |
|                         | 200    | категорије 5         | потпун  | 100             |
|                         | 100    | Вишережимско влакно  | полу    | 400             |
|                         | 200    | Вишережимско влакно  | потпун  | 2               |
| Гигабитни етернет       |        |                      |         |                 |
|                         | 1      | категорије 5e        | потпун  | 100             |
|                         | 1      | категорије 6         | потпун  | 100             |
|                         | 1      | твинаксијални        | потпун  | 25              |
|                         | 1      | Вишережимско влакно  | потпун  | 550             |
|                         | 1      | Једнорежимско влакно | потпун  | 10              |
|                         | 1      | Једнорежимско влакно | потпун  | 70-100          |
| Десетогигабитни етернет |        |                      |         |                 |
|                         | 10     | твинаксијални        | потпун  | 100             |
|                         | 10     | категорије 6a/7      | потпун  | 100             |
|                         | 10     | Вишережимско влакно  | потпун  | 300             |
|                         | 10     | Једнорежимско влакно | потпун  | 10              |
|                         | 10     | Вишережимско влакно  | потпун  | 300             |
|                         | 10     | Једнорежимско влакно | потпун  | 10              |
|                         | 10     | Једнорежимско влакно | потпун  | 40              |

## Савремени етернет
Значајан напредак у развоју локалних мрежа се десио увођењем комутатора уместо разводника који су се дотад користили. Овај напредак је условљен развојем етернета 100BASE-TX односно брзог етернета. Комутатори су омогућили контролу тока података тако што изолују портове по којима уређаји комуницирају, чиме смањују могућност колизије података. Каснијим увођењем потпуног дуплексног режима комуникације и оптичких каблова омогућен је развој гигабитног етернета. Управо стандард IEEE 802.3ae уводи 10 Гигабитни етернет са потпуно дуплексним преносом преко оптичког кабла са већим дометом, чиме је омогућена примена етернета не само у локалним већ и у WAN и мрежама на градском нивоу. Развојем нових технологија формат фрејма је остао исти, чиме је омогућено побољшање појединачних мрежа које остају у складу са постојећом инфраструктуром. Данас је гигабитни етернет увелико распрострањен, 10-гигабитни производи све прихватљивији, док се 40-, 100- и 160-гигабитне технологије управо истражују.